# Elda Ferri
Elda Ferri é uma produtora de cinema italiano. Foi indicado ao Oscar de melhor filme na edição de 1999 pela realização da obra La vita è bella, ao lado de Gianluigi Braschi.